# Roy Walker
Pour les articles homonymes, voir Walker.
Roy Walker est un directeur artistique britannique né le 6 août 1931 à Tonbridge (Angleterre) et mort le 6 janvier 2013.

## Filmographie (sélection)
- 1953 : La Rose et l'Épée (The Sword and the Rose) de Ken Annakin
- 1962 : Lawrence d'Arabie (Lawrence of Arabia) de David Lean
- 1965 : Le Docteur Jivago (Doctor Zhivago) de David Lean
- 1966 : Un homme pour l'éternité (A Man for All Seasons) de Fred Zinnemann
- 1968 : Oliver ! de Carol Reed
- 1970 : La Fille de Ryan (Ryan's Daughter) de David Lean
- 1971 : Les diamants sont éternels (Diamonds Are Forever) de Guy Hamilton
- 1973 : Les Dix Derniers Jours d'Hitler (Hitler: The Last Ten Days) d'Ennio De Concini
- 1975 : Barry Lyndon de Stanley Kubrick
- 1977 : Le Convoi de la peur (Sorcerer) de William Friedkin
- 1980 : Shining (The Shining) de Stanley Kubrick
- 1983 : Yentl de Barbra Streisand
- 1984 : La Déchirure (The Killing Fields) de Roland Joffé
- 1986 : La Petite Boutique des horreurs (Little Shop of Horrors) de Frank Oz
- 1987 : Good Morning, Vietnam de Barry Levinson
- 1992 : La Cité de la joie (City of Joy) de Roland Joffé
- 1995 : Les Amants du nouveau monde (The Scarlet Letter) de Roland Joffé
- 1999 : Le Talentueux Mr. Ripley (The Talented Mr. Ripley) d'Anthony Minghella
- 1999 : Eyes Wide Shut de Stanley Kubrick

## Distinctions

### Récompenses
- Oscars 1976 : Oscar des meilleurs décors pour Barry Lyndon
- BAFTA 1985 : BAFTA des meilleurs décors pour La Déchirure

### Nominations
- Oscars 1984 : Oscar des meilleurs décors pour Yentl
- Oscars 2000 : Oscar des meilleurs décors pour Le Talentueux Mr. Ripley